# Ulota fulva
Ulota fulva là một loài Rêu trong họ Orthotrichaceae. Loài này được Brid. miêu tả khoa học đầu tiên năm 1826.